# 冒険遊記プラスターワールド
『冒険遊記プラスターワールド』（ぼうけんゆうきプラスターワールド、英語: Pluster World）は、日本のテレビアニメ作品。全52話。

## 概要
テレビ東京系列で放送、ASATSU-DK系列のNAS製作。2003年4月3日から2004年3月25日まで、木曜日18時00分から18時30分に放送されていた。人間とプラストオン（合体）することにより、驚異的なパワーを発揮できるモンスター「プラスター」が人間を含む仲間たちと冒険する物語。
ゲームボーイアドバンス用のゲーム3作品やそれと連動するフィギュアがタカラから発売、メディアミックス展開をしていた。また、作中で登場する道具を模した玩具も発売された。

## あらすじ
人間と合体する「プラストオン」という能力を持つ「プラスター」というモンスター種族が生息する異世界・プラスターワールド。かつて、そこでは長らく平和が続いていた。しかし、邪悪なモンスター種族である「マイナスター」が侵攻し、プラスターワールドは未曽有の危機に陥る。そんな折、選ばれし勇者の証であるプラスターマークを持ったプラスターが人間とプラストオンし、死闘の末にマイナスターを撃退。その支配者を封印し、プラスターワールドに再び平穏が戻った。
やがて時が流れ、そんな平和な日々が永遠に続くかと思われたある日、マイナスターたちが再びプラスターワールドへと攻め込んでくる。カブト族のビートマは人間とプラストオンしてプラスターワールドの危機を救うべく、人間界とプラスターワールドを繋ぐ不思議な力を秘めた巨人像を使って人間界にたどり着く。そこで人間の少年・要トウマと出会ったビートマは、彼をプラスターワールドへ連れていく。そしてビートマはトウマとプラストオンし、マイナスターを退ける。ビートマたちはプラスターワールドの平和を取り戻すため、かつてマイナスターと戦った伝説のプラスター・ゴンゴラゴンを探す旅に出る。こうして、次々とプラスターワールドに迫る脅威との激闘と、壮大なる冒険の伝説が始まった。

## 登場人物

### プラスター

#### プラスターマークを持つプラスター
ビートマ / Beetma
声 - 福山潤
主人公。カブトムシのようなスタンダード系種族・カブト族。頭があまりよくなく、考えることもあまり好きではないが、思い立ったらすぐに行動する。ワイバーストとはよく喧嘩をしているが、互いに認め合っている。ヴァローゼに申し込まれた決闘は邪魔が入らない限り必ず受けて立つ。ヴァローゼ登場後、影響されたのか「根性だ」という言葉を使うようになる。プラスターマークは腹部にあり黄色。トウマとプラストオンすると位置は変わらないが、デリィの場合胸部に移動する。49話でマイティVを庇ってダーク化するが、50話でトウマの説得により解放される。得意技は「ガチンコヘッド」など。
ビートマEX（ビートマ エクス） / Beetma EX
声 - 福山潤
ビートマがゴンゴラゴンのエネルギーを得た姿。戦闘時、興奮した時にこの姿に変身する（なお、最初はゴンゴラゴンのエネルギーの制御ができなかった）。プラスターマークの位置・色は特に通常時と変わらないが、トウマ・ダイランドとプラストオンすると胸部に移動するようになる。最終回にてジャネーンの親玉との戦いでゴンゴラゴンのエネルギーが抜けてしまったため、以後ビートマはこの姿に変身することができなくなった。得意技は「ビートボンバー」など。
ワイバースト / Wyburst
声 - 千葉一伸、かないみか（カッチン姫とプラストオンしている時）
準主人公。ワイバーンのようなスタンダード系種族・グリップ族。知識が豊富で、ゴンゴラゴンについて調査をするためビートマに同行する。初めは冷静沈着なキャラクターだったが、中期あたりからコミカルないし情けない面が垣間見えるようになる。普段は2足歩行しており、急ぐときは馬のように4足で走る。マイナスターとの戦闘が終わった後はギンガードと同じくレーサーとしても活躍し、一度ビートマたちと別れることになった。高所恐怖症である。本作品がテレビアニメであることを知っているかのように、「プラスターが諦めたら番組にならない」という発言をしたことがある。プラスターマークは胸部にあり黄色。トウマ・ガン・カッチン姫のいずれとプラストオンしても腹部に移動する。なお、カッチン姫とプラストオンした際は女性に変化する。51話ではジャネーンに取り込まれてダーク化する。得意技は「サブマリンテイル」など。
ハーニア / Harnia
声 - 石川寛美
ハチのような風系種族・ハニー族。唯一の女性プラスター。デリィとは仲が良く、いつもデリィとプラストオンしている状態でいる。口癖は「○○にゃ」。フェザードとも仲が良い。プラスターマークは額にあり赤色。デリィ・トウマ・カッチン姫のいずれとプラストオンしても下腹部に移動する。トウマとのプラストオンは1回のみで、カッチン姫とのプラストオンは2回。なお、トウマとプラストオンした際とダーク化した際は男性に変化する。50話でジャネーンに取り込まれてダーク化する。得意技は「びりびりハニー」など。
モーリィ / Moley
声 - TARAKO
モグラのような地系種族・モール族。地上ではあまり早く走ることができず、ビートマたちにいつも追いつけず大変な思いをしているが、地中ではかなり速く掘り進むことができる。気が弱いため勇気のある男になりたいと願っており、ビートマを「兄貴」と慕う。最初はプラスターマークが付いていなかったが、後にマイナー獣からドリューンやビートマを助けたいという気持ちから額に出現した。いつもどこか周りとズレている。14話で不意打ちにトウマとプラストオンし、力を体感すべく、地面を掘り続けた拍子にオケラッチ族のところへ転落し、オケラッチ族から「恵みの神様」と呼ばれていた。後にオケラッチ族の真実を知った時は誤解で捕らわれたトウマを救い、水を放出しつつ、ビートマとワイバーストの元へ帰還した。ドリューンのことを慕い、彼のことを「様」付けで呼んでいる（これはモール族全てに当てはまる）。プラスターマークは青色。トウマとプラストオンすると腹部に移動するが、カッチン姫の場合位置は変わらない。第47話でジャネーンに取り込まれてダーク化するが、PビートマEXによって解放される。得意技は「もりもりモーリィ」など。
ザガリアン / Zagarian
声 - 神奈延年
ザリガニのような水系種族・ザガリ族。海賊の頭領で「大海賊」の異名を持っている。手下はかなりの数がいるが、全てホタテ。ポセイホーンと仲が良い。プラスターマークは額にあり赤色。トウマ・ガンどちらとプラストオンしても腹部に移動する。第41話でジャネーンに取り込まれてダーク化する。得意技は「こおりのヤリ」など。
ガブリオン / Gabrion
声 - 大林隆介
ライオンのような炎系種族・タテガミ族。最後まで正義を突き通す、老勇者である。息子が1匹いる。4足走行。プラスターマークは胸部にあり赤色。トウマとプラストオンすると腹部に移動する。ハーニアと同様トウマとのプラストオンは1回のみ。マイナスターとの最終決戦の際、ザナグールとの戦闘の末彼と共に海中に消えるが、無事生還した。第47話ではジャネーンに取り込まれてダーク化する。得意技は「クリムゾンフレア」など。
タンキュー / Tan-Q
声 - 渕崎ゆり子
戦車とロボットを足したようなメカ系種族・タンク族。プラスターワールドの発明家で、プラストギアやプラスターロボの制作に携わった他、人間界の物を改良したメカを多数作っている。ビートマの知り合いで、正式ではないが一応セイフティのメンバー。戦闘をしたがらず、常に研究所にこもり様々な研究をしている。足はキャタピラ。一人称は「僕あるいはワシ」であるが、ダーク化した時は「ワシあるいは俺様」。プラスターマークは胸部にあり、赤色。トウマとプラストオンすると腹部に移動する。ハーニア、ガブリオンと同様トウマとのプラストオンは1回のみ。43話でDヴァローゼに捕らわれてダーク化してしまい、続く44話でビートマたちを襲った。得意技は「ハンドバルカン」など。
ドリューン / Dorewn
声 - 土師孝也
龍のような地系種族・リューン族。モール族に「勇者様」として慕われている。地中を掘り進むスピードはモーリィよりもさらに速い。マイナスターの味方をしていたウォリアムとの戦闘が絶えなかったが、後に和解する。ギガジュールと互いの力を認め合っている。プラスターマークは腹部にあり黄色。トウマとプラストオンすると背中に移動する。46話ではジャネーンに取り込まれてダーク化する。得意技は「デスドリル」など。
ウォリアム / Wariom
声 - 関俊彦
騎士のような炎系種族・アーマー族。故郷をギンギラギンの起こした津波に破壊され、自身も体を冷やされて仮死状態となるが、その際に伝説の勇者である人間とプラストオンしてギンギラギンと戦っていたゴンゴラゴンの後ろ姿を見て破壊者がゴンゴラゴンであると勘違いし、ヴァルダによって復活した後はゴンゴラゴンを追い攻撃を仕掛ける。一時期マイナスターに寝返ったこともある。元々アーマー族は体を急激に冷やされると体が固まり、仮死状態に陥ってしまうために水に弱い種族だが、ウォリアムの場合は故郷が壊滅した時の体験がトラウマとなっているためそれが顕著で、水を見ただけでも激しく取り乱すほどである。後に誤解が解けるがギンギラギンに突撃し、その結果ギンギラギンの光線で黄金に変えられ、破壊された。プラスターマークは下腹部にあり黄色。トウマとプラストオンしても位置は変わらない。得意技は「バーニングエンド」など。
フェザード / Fezard
声 - 浪川大輔
オウムのような風系種族・フェザー族。プラスター界で最も高速で空を飛ぶことができる。普段はプラスターワールドとトレジャーワールドとを繋ぐ郵便屋をしている。ハーニアやデリィと仲が良い。プラスターマークは下腹部にあり黄色。トウマとプラストオンしても位置は変わらない。得意技は「ソニックストーム」など。
マシャンタ / Mashanta
声 - 保志総一朗
エイのような水系種族・シャンタ族。シャンタ姫に仕えている。どんなことにおいても基本的にはシャンタ姫のために行う。プラスターマークは胸部にあり赤色。トウマとプラストオンすると下腹部に移動し、声もイケメンに変わる。ドリューンと同じく、ジャネーンに取り込まれてダーク化する。得意技は「マシャンタテイル」など。
ギンガード / Ginguard
声 - 草尾毅
フォーミュラカーのような意匠を体に持つ人型ロボットのようなメカ系種族・ガード族。プラスターレースのレーサーで、本編開始以前に行われたレースの優勝者。普段は各地のサーキットを視察している。ライバルはマッハだったが、後にワイバーストもライバルとなる。プラストターボに懐かれている。プラスターマークは腹部にあり赤色。トウマとプラストオンしても位置は変わらない。ドリューン・マシャンタと同じく、ジャネーンに取り込まれてダーク化する。得意技は「ギンガおとし」など。
ヴァローゼ/ Varoeze
声 - 岡野浩介
炎とバラを足したような炎系種族・フレイム族で、熱血系のプラスター。セイフティの2代目ボスで、イグニスの息子。イグニス没後はセイフティのボスに就任した。右目が紫色、左目は黄色のオッドアイである。かつて自身が決闘を挑んで打ち負かされたビートマをライバル視していて、決闘を何度も申し込む。「気合だー!!」を口癖としていて、いつ何時でも口に発する。アーマー族ほどではないが、炎系のため水が苦手。プラスターマークは左腕にあり黄色。ガンとプラストオンしても位置は変わらない。41話でジャネーンに取り込まれてダーク化するが、45話でガンの説得により解放される。得意技は「フレイムウィップ」など。
バドニック/ Badnick
声 - 高木渉
コウモリのような風系種族・バット族。セイフティのメンバー。人の話を全く聞こうとしない性格。逆さの状態で何かにつかまっているのが一番落ち着くらしい。口癖は「ヴァー」。プラスターマークは背中にあり黒色。トウマとプラストオンしても位置は変わらない。41話ではジャネーンに取り込まれてダーク化する。得意技は「インパクトパルス」など。
テラ/ Tera
声 - 山口隆行
犬形ロボットのようなメカ系種族・メタドッグ族。セイフティのメンバー。冷静沈着で適切な状況判断ができる。声がまるでヘリウムを吸った後であるかのようにガラガラである。プラスターマークは胸部にあり黄色。ガンとプラストオンすると下腹部に移動する。バドニックと同じく、ジャネーンに取り込まれてダーク化する。得意技は「ゼロ・ファイナル」など。
ギガジュール/ Gigajoule
声 - 江川央生
岩石のような地系種族・ロック族。セイフティのメンバー。自分のことを「身共」と呼び、二人称には「貴公」を用いるなど、少し昔の人間のよう。土の中を自由に動き回ることができる。ドリューンと互いの力を認め合っている。プラスターマークは胸部にあり青色。ガンとプラストオンしても位置は変わらない。バドニック・テラと同じく、ジャネーンに取り込まれてダーク化する。得意技は「ガイアクラッシュ」など。
ポセイホーン / Poseihorn
声 - 長島雄一
イッカクと人魚を足したような水系種族・イッカク族。セイフティのメンバー。海の王だが、あまりやる気がない。喋る単語の順序を逆にし、自身の名前やプラストオンの発音を歌うように発声するというあまりにも独特過ぎる喋り方をする。ザガリアンと仲が良い。プラスターマークは下腹部にあり赤色。トウマとプラストオンすると額に移動する。バドニック・テラ・ギガジュールと同じく、ジャネーンに取り込まれてダーク化する。得意技は「ミストルネード」など。
マイティV（マイティ ブイ） / Mighty V
声 - 小西克幸
バリーとは共に修行をした仲である伝説のプラスター。一度に多くの悪を倒せる力を望んだために闇に魅入られ、ジャネーンに憑依されたことがバッドル誕生の引き金となった。のちに50話では、再びジャネーンに取り込まれてダーク化する。プラスターマークは下腹部にあり青色。バリーとプラストオンすると額に移動する。
ゴンゴラゴン / Gongoragon
声 - 有本欽隆
ドラゴンのような姿をした水・土・メカの三属性を持つ伝説のプラスター。その昔ギンギラギンと戦闘し、世界平和のため自身と共に封印する。自身の命と引き換えにビートマに力を与えて、消滅した。プラスターマークは額にあり赤色。トウマとプラストオンすると下腹部に移動する。
トラストーム/ Torastorm
声 - 辻谷耕史
虎のような姿をした火系プラスター。弟のドラストームと共にゴンゴラゴンに仕えていて、ゴンゴラゴンとギンギラギンを自分たちの張った結界により一緒に封印していた。復活したギンギラギンを倒すためトウマとプラストオンして戦った。プラスターマークは下腹部にあり薄い紫色。トウマとプラストオンしても位置は変わらない。
ドラストーム / Dorastorm
声 - 渋谷茂
虎のような姿をした風系プラスター。兄のトラストームと同じくゴンゴラゴンに仕えていて、ゴンゴラゴンとギンギラギンを一緒に封印していた。復活したギンギラギンを倒すためデリィとプラストオンして戦った。プラスターマークは下腹部にあり赤色。デリィとプラストオンすると腹部に移動する。

##### その他のプラスターマークを持つプラスター
マッハ
声 - 檜山修之
プラスターレースのレーサーで、バッタのような姿をしている。ギンガードのライバル。乱暴な面があるが、レース中の落下事故の際にワイバーストに助けられ、改心する。プラスターマークは腹部にあり青色。
レジェンド / Legend
声 - 中村大樹
元プラスターレースのスーパーレーサー。今はプラスターレースの解説者をしている。口癖は「ヨロシク」。プラスターマークは腹部にあり黄色。

#### プラスターマークを持たないプラスター
ガイダンス / Guidance
声 - 千葉一伸
タンスのような姿で、昔デリィと共にお宝探しをしていた。トレジャーワールドの領主に仕えている。ダンスが得意。プラスターレースの実況も行ったことがある。口癖は「○○ダンス」。
ゲーム『伝説のプラストゲート（伝説のプラストゲートEX）』ではデリィ（バリー）と共に行動するサポートキャラ、『プラストオンGP』ではナビゲーターとして登場している。
長老（ちょうろう）
声 - 大木民夫
モール族の長老。モールの里に住んでいる。
ホタテ
声 - 泉智也
ザガリアンの手下。その名の通りホタテのような姿をしており、「へい、おやびん」としか喋らない。なお、声優を務めた泉智也はこの作品の企画を担ったウィーヴに所属するプロデューサーである。泉はこの作品においてはアシスタントプロデューサーを担っていた。
コガブリオン
声 - 石川静
タテガミ族。ガブリオンのまだ幼い息子。母親は不明。ビートマの足を齧るのが好き。最終回で少しだけ成長を見ることができた。
シャンタ姫（シャンタひめ）
声 - 平松晶子
シャンタ族の姫で、マシャンタが仕えている。見た目は華麗だが、本性は熱血お姉さんキャラクターであり、かなりのお転婆。そのためにマシャンタや同族の仲間を幾度となくヒヤヒヤさせている。
イグニス
声 - 古澤徹
フレイム族。プラスターワールドの平和を守る組織、セイフティの初代ボス。かつて自身に戦いを挑んだビートマに完勝するなど圧倒的な強さを誇るが、バッドルに襲われて死亡し、ヴァローゼに次なるボスの座を託した。

### 人間
要 トウマ（かなめ トウマ） / Tohma Kaname
声 - 浅川悠
本作の人間側の主人公である人間界の少年。小学5年生で11歳。ある日道端に落ちていたプラストギアとビートマを見つけたことから冒険に巻き込まれる。初めは戦いが嫌いな弱々しくやや頼りない印象の少年だったが、冒険をするごとに少しずつ成長していく。サッカーが好きでガンや友達などとよく遊んでいるが、あまり得意ではない。色々な面で天然ボケなところがある。携帯電話を所持しており、塾に通っている。たまに人間界からプラスターワールドへクッキーなどの菓子を持っていきビートマたちに振舞う。各プラスターとプラストオンすると大抵は成熟した体格になるが、モーリィとプラストオンすると小柄になり、両頬に三対の小さな髭状をした突起が生じる。
ゲーム『伝説のプラストゲートEX』でも登場している。
アラビア語版での名前はフィラース（فراس）。
デリィ / Delie
声 - 櫻井浩美
トレジャーワールドに住むお転婆で謎の多い美少女であるお姉さん。ビートマたちを単体では普通に呼び捨てで呼んでいるが、纏めて「あんたたち」と呼ぶことがある。ハーニアと仲が良く、いつもハーニアとプラストオンしている状態でいる（その際はPデリィと呼ばれる）が、19話で絶交して一度離れ離れになり、その際にビートマと無理やりプラストオンされて露出度の高いコスチュームになった。また、プラスターとプラストオンしている空間はピンク色になっている。通常時の戦闘能力も高く、ハート型のブーメランを武器に戦う。第23話ではギンギラギンにマイナストオンをさせられるが、PビートマEXによって解放される。第24話と第25話ではプラスターレースの中継を行った。カッチン姫・バリー・フェザードと友好関係がある。なお、プラスターとプラストオンしている空間はピンク色になっている。
ゲーム『伝説のプラストゲート（伝説のプラストゲートEX）』では女性主人公として登場。
炎田 ガン（ほのおだ ガン） / Gan Honoda
声 - 陶山章央
第27話から登場。トウマと同じ人間界の人間で、小学5年生。セイフティのメンバー。過去何度も転校を経験している。今回もたまたまトウマのいる学校の同じクラスに転校してきたことで出会い、自身も数多くマイナスターを倒しているにもかかわらず、ギンギラギンを倒したことで自分を差し置いて勇者扱いされるトウマを妬んで彼のライバルとなる。しかし、最終的にはトウマと和解して共に冒険をした。アホ毛がある。
カッチン姫（カッチンひめ）
声 - かないみか
第38話から登場。トレジャーワールドにあるカッチン城の姫だが、まだ幼く、かなりお転婆でたびたび人に迷惑をかけている。プラストオンのことを「カッチン」と言うが、幼くて「プラストオン」とまだ言えないという訳ではない。ビートマとカッチンがしたくていつも追いかけ回しているが、最後まで拒まれ続けた。ビートマが駄目なら他のプラスターだ、と他のプラスターにもカッチンをよく迫っている。挙句の果てには人間であるガンにまでカッチンを迫るが、無論怒られただけだった。なぜかガンに名前を覚えてもらえず、「ガッツリ姫」「ガッカリ姫」などと呼ばれている。ほとんどの男性を「ちゃん」付けで呼んでいるが、トウマだけは呼び捨てで呼んでいる。
デリィとバリーとは自身が毎日の英才教育に嫌気が指して城を抜け出した際、領主から彼女の捜索依頼を受けたデリィおよび成り行きでデリィと同行していたバリーと出会ったことが切っ掛けで仲良くなった。ロードと呼ばれている移動手段にはコターボを使う。モーリィやハーニアとプラストオンすると体型と声はそのままだが、ワイバーストとプラストオンするとプロポーションはかなり良くなり、声も変わる。また、デリィと同じくプラスターとプラストオンしている空間はピンクである。
なお、プラスターと始めてプラストオンしたのは第40話の回想シーンで判明している。
バリー
声 - 伊藤健太郎
トレジャーワールド出身である青年。第40話の回想シーンで初登場し、第49話から正式に登場。伝説の勇者で「レイバーロードのバリー」という異名を持つ。マイティVとは共に修行をした仲。腰に差した剣が武器。モンスターに襲われ、危ないところをデリィに助けられたことがある。
ゲーム『伝説のプラストゲート（伝説のプラストゲートEX）』では、少年の姿で男性主人公として登場している。
バッドル
声 - 伊藤健太郎
闇に囁かれ、耳を傾けてしまったがためにダーク化されたマイティVに、プラストーンを用いて突撃したバリーが逆に飲み込まれたと同時に誕生した姿。頭部に一対の角と翼状の突起を持ち、左目を除いた顔を黒い布で覆った悪魔のような姿。ダイランドに指示を出してプラスターワールドの全てのプラスターを集めさせ、ダーク化しようと画策していたが、プラスター・ハンターたちの壊滅後は自らが暗躍する。ビートマたちとの激しい戦闘の末、バリーとマイティVとジャネーンに分裂した。
ザイアン
声 - 神田理江
トレジャーワールド出身のプラスター・ハンターで、研究者。ダイランドのことが好きであるが、アメドムチとはライバル。トレジャーワールド内にて指名手配されており、岩山に自身の基地を持っている。自作のハンターロボによるプラスター狩りを行うが、最後はトレジャーワールド軍に捕らえられ、ダイランド・バイヤと共に牢屋に幽閉された。口癖は「キィィーー!!」・「○○%ムカツク」で、笑い声は「オーッホッホッホ」および「サシスセソー」。
アメドムチ
声 - 千葉一伸
トレジャーワールド出身のプラスター・ハンター。気性が荒く冷酷な性格。兎に角金が欲しく、そのためにプラスター狩りを行っていた（彼の妄想内にてスーパーカーを所持する夢を持っていたことが明かされている）。おしゃぶりを模したキャンディをなめており、電磁鞭が武器。ココッコなど多くのモンスターを手下として仕えさせており、彼らには基本的に赤ちゃん言葉で接している。だが、彼らのことは使い捨ての駒としか見ておらず、役に立たないと判断すると切り捨てる。そのためモンスターたちからの不満も多かったようで、最後はビートマ一行に敗北後、ココッコに飲み込まれる（なお、その際に彼が落とした金はバイヤに回収された）。しかし、最終回エピローグでココッコの体内から助けを求めており、死んではいない。
ダイランド
声 - 若本規夫
トレジャーワールドの人間。表では大臣としてトレジャーワールドを領主の替わりに治めていたが、実際はバッドルと結託し、プラスターの力を使ってトレジャーワールドを乗っ取ろうとしていた極悪人で、同時にプラスター・ハンターの首領でもある。領主・王妃を閉じ込めた張本人。カッチン姫から奪ったプラストーンでビートマとプラストオンするも、ビートマの抵抗によりプラストオンを解除される。その後はザイアンの製作した最強のハンターロボ・オメガズンを駆ってビートマたちを倒そうとするも、オメガズンの追尾ミサイルを逆利用されて敗れ、ザイアン・バイヤ共々牢屋に幽閉された。男性であるが、プラスターとプラストオンしている空間の色は紫色になっている。
バイヤ
声 - 長島雄一
トレジャーワールドの人間。ザイアンやアメドムチがプラスター狩りを行って捕獲したプラスターを鑑定し、値段を決める鑑定士である。関西弁で喋る。かなりの金持ちで、強欲かつ極端にケチな性格。自宅も広く豪華で、金塊を大量に所持していたが、ビートマたちにより全てを失う。プラスター・ハンターたちの壊滅後はザイアン・ダイランドと共に牢屋に幽閉された。
領主（りょうしゅ）
声 - 中村秀利
カッチン姫の父親で、カッチン城の領主。トレジャーワールドを治めている。ダイランドによって閉じ込められていた。しかし、ビートマたちがプラスター・ハンターたちを倒したことで無事解放された。
王妃（おうひ）
声 - 菊池いづみ
カッチン姫の母親で、カッチン城の王妃。ダイランドによって閉じ込められていた。プラスター・ハンター打倒後は夫同様解放される。
花田（はなだ） / Hanada
声 - 神田理江
人間界の人間。トウマのクラスメイト。相撲が得意。トウマの友達の中で唯一名前が存在し、スタッフにも何かと好かれていたキャラクターである。口癖は「○○ッス」。
その他、人間界のトウマの友達は多数存在する。エンドロールでの表示にバラつきはあったが、声優は決まっている（大東亜紀、恒松あゆみ）。また、トウマとガンのクラスの先生は山口隆行が務めている。

### マイナスター
ギンギラギン
声 - 内海賢二
マイナスターの支配者で、黒いドラゴンのような姿をしている。かつてプラスターワールドを支配・壊滅しようとしたがゴンゴラゴンとの戦闘の末、共に封印される。一人称は「俺」。マイナストオンの際には、背中から放つ細い紫色の光線で対象を捕らえて繭状の光球に閉じ込め、首の付け根に隠された不気味な第2の口から体内にある暗黒の空間に取り込む。人間とマイナストオンすることで力を高めることができ、戦闘時は当たった対象を黄金に変える光線を放つ。
後に復活して多くのプラスターたちを黄金に変え、さらにウォリアムを殺害。その後、デリィを体内に吸収してマイナストオンするが、ゴンゴラゴンのパワーを得たPビートマEX（トウマ）に倒されると同時にデリィは解放され、ウォリアムを除き黄金に変えられたプラスターたちも元に戻る。その後は魂だけとなり、ビッグライアとザナグールに乗り移って強化するが、マイナストオンした彼らが敗れると共に完全に消滅していった。
ヴァルダ
声 - 長島雄一
タコのような姿をしたマイナスターの長老で、水系マイナスター。プラスターワールドを征服するべくザナグール・ビッグライアに指示を言い渡し、自分はあまり活動しない。他のマイナスターと人間界のものあるいは自身を下腹部で同化させ、マイナストオンさせる能力を持っているが、その姿はかなり気持ち悪いらしく（なぜか肉片のようなものが飛び散り、放送時には必ず画面がずらされていた）、ザナグール・ビッグライアに嫌がられている。戦闘時は触腕で敵を捕らえ、下腹部に発生させた小型ブラックホールに吸い込む。理性的で冷酷な半面セコい所があり、何かと弱みに付け込まれビッグライアに弄ばれている。加えてシャンタ姫のことが大好きであり、シャンタ姫の下手な似顔絵を見るだけでまるで茹蛸のように真っ赤になる（トウマによると「茹何とか」）。けん玉がかなり上手い。顔の上にあるスマイルマークのような部分が心情の通りに変化する。
プラスターとの最終決戦の際、ザナグールとマイナストオンしてヴァルグールとなり、Pビートマ（トウマ）と対決するが、ガブリオンの攻撃を受けてザナグールと分離。Pビートマに全ての触腕をブラックホールに突っ込まれてしまい、自分で自分を吸い込んで消滅した（なお、ザナグールはヴァルダが消滅したことに気付かなかったため、第26話でビッグライアが自身の口から語った）。
ザナグール
声 - 江川央生
火山のような頭を持ち、怒るとすぐに頭から噴火する炎系マイナスター。喜怒哀楽を極端に表す性格で非常に暑苦しく、どちらかといえば頭が悪い。また、憂さ晴らしにガラクタを破壊することもあった他、天然ボケなところが多少ある。温泉が好きで、一度自作もしてしまった。単体での戦闘能力は高く、人間とプラストオンしたプラスターと互角以上に渡り合うほど。プラスターとの最終決戦でガブリオンとの戦いの末海に落ちて生死不明となるが、後に生きていたことが判明。ビッグライアと合流してギンギラギンのパワーを半ば強制的に貰うが、ビートマもEXにパワーアップし、ギンギラギンの手によって強制的にビッグライアとマイナストオンさせられザナライアとなるも、あえなく敗北した。口癖は「フンガー」。ザナライアとなった状態では、彼の声で「みたいなー」と叫んでいた。マイナスター幹部3人の内、彼だけはフィギュアが発売されていない。
ビッグライア
声 - 神田理江
少し昔のコギャルのような喋り方をするマイナスターの紅一点で、鳥のような姿の風系マイナスター。幹部たちの中で特に口が達者。人間界から家電などのゴミを持ってくる役目をしていた。かなり形の良い巨乳。プラスターとの最終決戦にてヴァルダとのマイナストオンを拒み、戦線を離脱。その後はザナグールと再会し、彼と同じくギンギラギンのパワーで強化されるが、ビートマEX登場の引き立て役のようにして敗北した。ザナライアとなった際には、彼女の声で「フンガー」と叫んでいた。
マイナスター / Minuster
声 - 山口隆行
マイナスターの雑兵たちで、地系・風系・炎系・水系・メカ系の5種類。単体では雑魚で、プラスターたちと戦おうとはしない。ヴァルダのマイナストオン能力を使い、「マイナー獣」として街やプラスターを襲ったり、プラスターと戦ったりする。ギンギラギンが倒された後は、5種類の中からそれぞれ生き残った1体ずつが登場。メカ系が謎のレーサー・「プラスターX（-エックス）」に変装し、プラスターレースに参加。他の4体に妨害工作を行わせていた。プラスターと闇との戦闘が済んだ後は特にプラスターと対立していない。
ヴァルダグーミ
声 - 長島雄一
迷走列車の車掌。ヴァルダと同じくタコのような姿をしているが、左手と右手に当たる触碗の先端がそれぞれスタンプ状と普通の手首状になっており、彼とは別人（ヴァルダはヴァルダグーミの母方のいとこの姉のはとこの友達）。プラスターとマイナスターとの戦闘が終わった後にビートマたちと出会うが特に対立はせず、闇で悩むことを生き甲斐としながらも「すべて闇だと光に嫉妬することもできない」との持論から最後はプラスターたちに協力する。ヴァルダと同じく、顔の上にあるスマイルマークのような部分が心情の通りに変化する。声は男性のようだが女性的な口調で喋り、性別不明。

### その他のキャラクター
プラストターボ
声 - 山口隆行
ギンガードのペットとして彼に同行する、ロボットのようなメカ系モンスター。元々は野生のモンスターだったが、ビートマたちに出会って一時同行し、後にギンガードの元で暮らすようになる。ギンガードにかなり懐いている。ビートマからは「ター坊」と呼ばれている。
コターボ
声 - 神田理江
カッチン姫の移動手段に用いられるロボットのようなメカ系モンスター。
ココッコ
声 - 山口隆行
アメドムチの手下の1匹である風系モンスター。白い鳥のような姿で、普通の鳥ほどの大きさから見上げるほどの大きさに巨大化できる。アメドムチに見捨てられたことで傷付き怒り、最後はアメドムチを飲み込んでしまう。
ジャネーン
人間の邪悪な心・「闇」が集まってできたもの（つまり邪念）で、白い幽霊のような姿。悩みに反応してプラスターなどに入り込み、ダーク化させる。
ジャネーンの親玉（ジャネーンのおやだま）

ジャネーンの親玉。有翼の悪魔のような姿をしており、巨人像を使って3つの世界を支配しようと目論む。ビートマを陥れようと巧みな言葉で翻弄するが、最終的には正義の力とビートマがトウマから託されたプラストーンの力によって内部崩壊を起こし、敗北する。
なお、一時期のアバンタイトルのナレーションは長島雄一が務めていた。

## 用語
プラスター / Pluster
この作品における最も重要なモンスター種族の名。カブト族・グリップ族など何種類かの種族に分けることができる。昔からマイナスターと敵対していたが、ジャネーンの親玉との戦闘後両者は和解する。
マイナスター / Minuster
プラスターと敵対し、かつてはプラスターワールドを支配していた邪悪なモンスター種族の名。プラスターと逆で、「マイナストオン」という能力を持つ者がいる。
プラスターワールド / Pluster world
プラスターやマイナスター、その他のモンスターなどが多く住み着いている世界の名称。物語は主にこのプラスターワールドで展開する。人間界よりも時の進み方がかなり早い（プラスターワールドで何日も生活していても人間界に戻ってくれば数分から数時間しか経っていないというシーンが作中で多く見られる）。
人間界（にんげんかい）
トウマとガンら人間が住んでいる世界。
トレジャーワールド / Treasure World
プラスターワールド・人間界とも違う3つ目の世界。失われた古代文明および、豊かな大自然が密接に結び付いたいくつかの島から形成されている。町並みはまるでフランスのコート・ダジュールのよう。カッチン姫の父である領主が治めている。デリィ・バリーの出身地でもある。
プラスターマーク / Pluster Mark
勇者の証。プラスターの中でこのプラスターマークを持つ者のみが「プラストオン」をすることができる。
マイナスターマーク / Minuster Mark
マイナスターに存在するマーク。マイナスターがダーク化された時マイナスターマークを斬るとジャネーンと分離する。
プラストオン / Plust On
プラスターマークを持つプラスターが人間やプラストマシンと合体すること。これにより、驚異的なパワーを得ることができる。プラストオンをするためにはプラストーンが必要となる。人間とプラストオンした状態のプラスターは「○○（プラストオンした人間の名前）P（プラス）××（プラストオンしたプラスターの名前）」の名称で呼ばれる。人間がプラスターとプラストオンしている空間はそれぞれ種族のイメージカラーになっているが、女性（劇中ではデリィとカッチン姫）はピンク、悪人（劇中ではダイランド）は紫色になっている。
プラストオフ / Plust Off
プラストオンを止め、プラスターと人間やプラストマシンが分離すること。オンとオフともにプラスターのみが使用できる。
マイナストオン / Minust On
マイナスターのうち確認できるだけでヴァルダとギンギラギンが持っている、マイナスターと人間界の家電などのゴミや、幹部同士や幹部と人間を合体させる能力。その最中はとても気持ちが悪い状態になっているらしく、マイナストオンをしている間は他のマイナスターは気持ち悪そうな顔をしながらあさっての方向を向いていることが多い。
プラストーン / Plustone
プラスターマークを持つプラスターが人間とプラストオンをする際に必要となる石。とても希少価値が高く、滅多に見つからないという。人間やプラスターの正しき心が結晶化して生成されるといわれる。
プラストギア / Plust Gear
タンキューが製作した多種多様な用途を持つ道具。プラストーンを使用しているため、そう簡単に製作できるものではない。以下に機能例を挙げる。
- 電話のように一度プラストオンをしたプラスターとの連絡がとれる。
- 人間界とプラスターワールドの行き来をするための光のようなもの（「ロード」と呼ばれている）を出す（各種移動手段とパスポートを合体させたようなもの）。プラスターがこれを使って人間界に移動すると手の平大の大きさになる。
- プラストーンの代わり（プラストーンを使用していることによる）で、これを持つとプラスターマークを持つプラスターとプラストオンできる。

プラストギアEX / Plust Gear EX
第26話の終盤でトウマが人間界に帰還した際に登場した新型プラストギア。機能は同じだが、形は前のプラストギアとは異なる。ガンもトウマの物と同じ形をしているが、カラーリングは黒色になっている。第43話でタンキューにジャネーンセンサーを搭載された。
プラストマシン / Plust Machine
プラスターレース用のマシン。プラスターマークを持つプラスターがプラストオンすることで操縦できる。
セイフティ / Safety
プラスターワールドの平和を守るために結成された秘密組織。ボスは当初イグニスであったが、彼の死後は2代目としてヴァローゼが就いている。他にガン・バドニック・テラ・ギガジュール・ポセイホーンがメンバーになっている。タンキューも正式ではないが一応メンバーということになっている。
プラストロボ / Plust Robo
タンキューがハンターロボを改造し、製作したロボット。基本的にプラスターマークを持つプラスターがプラスターインすることで起動するが、人間も搭乗可能。機体のカラーリングはビートマEXを踏襲している。
プラスターイン / Pluster In
プラスターマークを持つプラスターや人間がプラストロボと合体すること。これによってプラストロボを自分の体のように乗りこなすことができる。
プラスターパワー / Pluster Power
プラスターたちが持っている力。強いプラスターパワーには闇を浄化する効果がある。
プラスター・ハンター / Pluster Hunter
プラスター狩りを行う者たちの総称。劇中ではダイランド・ザイアン・アメドムチの3名が登場しており、プラスターのダーク化を目論むバッドルに利用されていた。
プラスター狩り（プラスターがり）
プラスターを狩り、売り捌くことによりお金を儲けること。種族やプラスターマークの有無などによって値段が変わる。
ハンターロボ / Hunter Robo
ザイアンが製造した操縦式巨大ロボット群の総称。
マイナー獣（マイナーじゅう） / Minus-Beast
マイナスターが器物とマイナストオンすることによって誕生するモンスター。属性は器物の特性とそれに見合った属性のマイナスターがマイナストオンすることで決まる。倒されるとマイナストオンが解けて、元のマイナスターと器物に戻る。広義では幹部同士や幹部と人間がマイナストオンした状態も含まれるが、前者の場合は不意打ちでマイナストオンが解けたり、倒された際にマイナストオンした幹部同士が両方とも死亡する場合がある。
ゴラゴの城（ゴラゴのしろ）
トラストームとドラストームによって作られた城で、ゴンゴラゴンに関する手掛かりが隠されている。侵入者全てを排除する仕組みとなっている罠が多数仕込まれており、壁には伝説の勇者である人間の書いた文字とその人間とプラストオンしたゴンゴラゴンの姿が描かれていた。
カッチン城（カッチンじょう）
トレジャーワールドの領主一家が住んでいる城。
ダーク化（ダークか）
全ての物事を絶対的に悪い方向へと考えてしまう状態。周りの声が耳に入らず、最終的には全てを破壊するという考え方に陥っていまう。プラスターやマイナスターなどにジャネーンが取り憑き発生する。プラストオンをしていれば基本的にダーク化されることは無い。プラスターの場合はプラストオン状態でさらに体全体を灰色に染めているかのようなデザインになる。プラスターの場合はプラスターマーク、マイナスターの場合はマイナスターマークを斬ればジャネーンが飛び出し、通常の状態に戻る。プラスターマークがないプラスターは石にされてしまう。
巨人像（きょじんぞう）
プラスターワールドに存在する伝説の像。プラスターワールドと人間界、トレジャーワールドを繋ぐロードを展開する力を秘めている。一度はマイナスターの攻撃で破壊されるが、終盤でジャネーンによって復元・利用され、ダーク化したプラスターを取り込み、そのエネルギーによって起動。闇を放って3つの世界を侵食させるが、ワイバーストたちからプラスターパワーを受け取ったヴァローゼの一撃によって浄化され、動きを止めた。
迷走列車（めいそうれっしゃ）
闇の中を走り続けるマイナスターの特別列車。ずっと乗り続けていると誰でもマイナスターになってしまうという恐ろしい列車。プラスターワールドだけでなく人間界やトレジャーワールドへも行くことができる。プラスターワールドに停車駅が存在する。車掌はヴァルダグーミ。テーマ曲の迷走ソングは長島雄一が歌っている。
プラスターレース / Pluster Race
プラスターワールドで行われるレースイベントのうち、最も大規模なもののこと。2日間で大陸の東の端まで走り続ける。1日目はミッドポイントスタジアムを中継地点とし、2日目はゴールスタジアムを最終ゴールとする。優勝商品は黄金のピピーチ（ピピーチの100万倍美味しいといわれる、幻の果物）。マイナスターやプラスター狩り、ジャネーンなどが原因で起きた事件により中止になったことが多い。
また、人間界の色々なものを捩った或いはパロディをした食べ物・道具などが多く作中に登場する。以下に例を挙げる。
リリンゴ
（リンゴ）林檎の周りに種が苺のように大量についている果物。
ピピーチ
（ピーチ）見た目はほぼそのまま桃の果物。
バナバナ
（バナナ）バナナのような果物。
じっくりコトコト
（じっくりコトコト煮込んだスープ）ワイバーストが作るスープ。ワイバースト自身が命名。劇中ではモーリィが起こしたアクシデントにより２度も台無しにされている。
サンソネ
（サンソ・サンゴ・ネ）見た目はほぼ珊瑚そのもの。これを銜えると水の中でも酸素ボンベのように呼吸が可能。
ニョキ棒（ニョキぼう）
（擬態語「ニョキニョキ」・如意棒）ビートマが持っている棒。風呂敷を楽に持つために使っているようである。伸びる。
ニョキニョ樹（ニョキニョき）
（擬態語「ニョキニョキ」）ニョキ棒はこの樹から取れる。
ゲームキュー
（ニンテンドー ゲームキューブ）ニンテンドーゲームキューブが直方体なのに対し、球の形をしているゲーム機。コントローラーは4つ。トウマがビートマの体の中でジャネーンに見せられた幻の中で出てくる。

## スタッフ
- 企画 - ウィーヴ
- 原案 - 木村昭彦、石本隆史
- スーパーバイザー - 吉川兆二
- 監督 - 日巻裕二
- シリーズ構成 - 富田祐弘
- キャラクターデザイン - 神志那弘志、諏訪可奈恵
- 総作画監督 - 神志那弘志
- 色彩設計 - 安達恵子
- 美術監督 - 森尾麻紀
- 撮影監督 - 斉藤めぐみ
- 編集 - 関一彦
- 音響監督 - 岩浪美和
- 音響プロデューサー - 中野徹
- 音楽 - 桜庭統
- 音楽プロデューサー - 磯山敦、中村伸一
- 設定協力 - スタジオ ライブ
- アソシエイトプロデューサー - 可知秀幸
- アニメーションプロデューサー - 山東学、木川田清一、南喜長
- プロデューサー - 笹村武史、高橋知子
- アニメーション制作 - アクタス、ブレインズ・ベース
- 製作 - テレビ東京、NAS

## 主題歌
前期オープニングテーマ「READY FOR THE TIME」（第1話 - 第31話）（2003年4月3日 - 10月30日）
作詞 - TYRANT & KING / 作曲・編曲 - Silas Lee / 歌 - KING
- テレビアニメ版では2番の歌詞になっている。
- 第14話から一部映像が変更された。

後期オープニングテーマ「風の勲章」（第32話 - 第52話）（2003年11月6日 - 2004年3月25日）
作曲・歌 - 勝誠二 / 作詞 - MARIA / 編曲 - 延近輝之
- 第52話ではキャストほぼ全員で合唱する特別版が用いられた。

エンディングテーマ「ONE FOR DA SOUL」（第1話 - 第52話）（2003年4月3日 - 2004年3月25日）
作詞 - KATSU & アクツケンタロウ / 作曲・編曲 - 笹本安詞 / 歌 - Lead
- 第14話から映像に登場するフィギュアにドリューン・フェザード・ウォリアム・ギンガード・マシャンタが追加された。

劇中歌「ピクニックのうた」（第16話）
作詞・作曲 - 宇波拓 / 歌 - ワイバースト、モーリィ、トウマ

## 各話リスト
| 話数 | サブタイトル                                                      | 脚本     | 絵コンテ                | 演出             | 作画監督                  | 放送日        |
| ---- | ----------------------------------------------------------------- | -------- | ----------------------- | ---------------- | ------------------------- | ------------- |
| 1    | オレ＋おまえ＝プラストオン                                        | 富田祐弘 | 日巻裕二                | 佐藤豊           | 諏訪可奈恵                | 2003年 4月3日 |
| 2    | 伝説＋ゴンゴラゴン＝冒険の始まり                                  | 富田祐弘 | 谷口悟朗                | 雄谷将仁         | 田中良                    | 4月10日       |
| 3    | 地下＋大洪水＝P（プラスト）ワイバースト                           | 桶谷顕   | ながはまのりひこ        | ながはまのりひこ | 佐野隆雄                  | 4月17日       |
| 4    | 神出＋鬼没＝デリィ                                                | 大橋志吉 | 奥村吉昭                | 浅見松雄         | 田村一彦                  | 4月24日       |
| 5    | 海底＋お宝＝大海賊                                                | 福嶋幸典 | 樫山聡之                | 樫山聡之         | 韓永勳                    | 5月1日        |
| 6    | 暗闇＋雄叫び＝炎の戦士                                            | 成田良美 | 平田豊                  | 佐藤豊           | 諏訪可奈恵                | 5月8日        |
| 7    | P（プラスト）デリィ－デリィ＝ハーニア                             | 大橋志吉 | 菊池一仁                | 菊池一仁         | 華房泰堂                  | 5月15日       |
| 8    | 緊急＋研究＝タンキュー                                            | 桶谷顕   | 大原実                  | 雄谷将仁         | 田中良                    | 5月22日       |
| 9    | 敵＋味方＝ウォリアム                                              | 富田祐弘 | ながはまのりひこ        | ながはまのりひこ | 佐野隆雄                  | 5月29日       |
| 10   | 気持ち＋すれちがい＝プラストオフ                                  | 福嶋幸典 | 奥脇雅晴                | 浅見松雄         | 田村一彦                  | 6月5日        |
| 11   | 天空＋黄金の鍵＝P（プラスト）フェザード                           | 外池省二 | 樫山聡之                | 樫山聡之         | 韓永勳                    | 6月12日       |
| 12   | 悲劇＋憎悪＝P（プラスト）ウォリアム                               | 桶谷顕   | おおそ独犬              | 佐藤豊           | 諏訪可奈恵                | 6月19日       |
| 13   | 発見＋激突＝ゴラゴの城                                            | 富田祐弘 | 菊池一仁                | 菊池一仁         | 華房泰堂                  | 6月26日       |
| 14   | 大願＋成就＝P（プラスト）モーリィ                                 | 福嶋幸典 | 大原実                  | 雄谷将仁         | 田村一彦 たけだかずひさ   | 7月3日        |
| 15   | 深海＋宮殿＝P（プラスト）マシャンタ                               | 大橋志吉 | ながはまのりひこ        | ながはまのりひこ | 佐野隆雄                  | 7月10日       |
| 16   | サーキット×砂＝P（プラスト）ギンガード                            | 外池省二 | 浅見松雄                | 浅見松雄         | 韓永勳                    | 7月17日       |
| 17   | 潜入＋変装＝ガイダンス                                            | 福嶋幸典 | 大原実                  | 辻太輔           | 諏訪可奈恵                | 7月24日       |
| 18   | 希望＋仲間＝負けない気持ち                                        | 桶谷顕   | 奥脇雅晴                | 佐藤豊           | 田中良                    | 7月31日       |
| 19   | ビートマ＋デリィ＝本当（マジ）?                                   | 大橋志吉 | 菊池一仁                | 菊池一仁         | 華房泰堂                  | 8月7日        |
| 20   | 時間＋混乱＝全員集合                                              | 富田祐弘 | 日巻裕二                | 浅見松雄         | G&Gエンタテインメント     | 8月14日       |
| 21   | 宝石＋出現＝トラストーム                                          | 富田祐弘 | ながはまのりひこ        | ながはまのりひこ | 中島豊秋                  | 8月21日       |
| 22   | ウォリアム×ゴンゴラゴン＝激闘                                     | 外池省二 | 大原実                  | 雄谷将仁         | 韓永勳                    | 8月28日       |
| 23   | 最終×決戦＝ギンギラギン                                           | 桶谷顕   | 大原実                  | 辻太輔           | 原将治                    | 9月4日        |
| 24   | 爆走＋マシン＝プラスターレース                                    | 福嶋幸典 | 奥脇雅晴                | 浅見松雄         | 山本天志                  | 9月11日       |
| 25   | 優勝＋友情＝ワイバースト                                          | 福嶋幸典 | 奥脇雅晴                | 樫山聡之         | 田村一彦 華房泰堂         | 9月18日       |
| 26   | バトル＋ピンチ＝ビートマEX（エクス）                              | 大橋志吉 | ながはまのりひこ        | ながはまのりひこ | 中島豊秋                  | 9月25日       |
| 27   | 帰宅＋驚がく＝燃える転校生                                        | 外池省二 | 奥脇雅晴                | 浅見松雄         | 韓永勳                    | 10月2日       |
| 28   | 恐怖＋ロボット＝プラスター狩り                                    | 富田祐弘 | 雄谷将仁                | 雄谷将仁         | 諏訪可奈恵                | 10月9日       |
| 29   | ゴーストタウン＋決闘＝バドニック                                  | 桶谷顕   | 浅見松雄                | 浅見松雄         | 山本天志                  | 10月16日      |
| 30   | タンキュー＋ザイアン＝プラストロボ                                | 福嶋幸典 | 畠山茂樹                | 畠山茂樹         | 飯飼一幸                  | 10月23日      |
| 31   | アメ＋ムチ＝怪物（モンスター）使い                                | 大橋志吉 | 奥脇雅晴                | 辻太輔           | 佐野隆雄 韓永勳           | 10月30日      |
| 32   | 心頭＋滅却＝ギガジュール                                          | 富田祐弘 | 大原実                  | ながはまのりひこ | 中島豊秋                  | 11月6日       |
| 33   | 海＋王様＝P（プラスト）ポセイホーン                               | 外池省二 | 篠幸裕 ながはまのりひこ | 奥村吉昭         | 佐野隆雄 韓永勳           | 11月13日      |
| 34   | 炎＋決意＝ヴァローゼ                                              | 桶谷顕   | 島崎奈々子              | 島崎奈々子       | 諏訪可奈恵                | 11月20日      |
| 35   | トウマ＋ガン＝大脱出                                              | 福嶋幸典 | 大道博政                | 辻太輔           | 山本天志 たけだかずひさ   | 11月27日      |
| 36   | アメドムチ＋飛行船＝大爆発                                        | 大橋志吉 | 畠山茂樹                | 畠山茂樹         | 飯飼一幸                  | 12月4日       |
| 37   | ザイアン＋逃亡＝大追跡                                            | 桶谷顕   | ながはまのりひこ        | ながはまのりひこ | 中島豊秋                  | 12月11日      |
| 38   | ワイバースト＋ハーニア＝大救出                                    | 富田祐弘 | 難波日登志              | 雄谷将仁         | 韓永勲                    | 12月18日      |
| 39   | 悪党＋破滅＝ダイランド                                            | 富田祐弘 | 矢野博之                | 吉川博明         | 諏訪可奈恵                | 12月25日      |
| 40   | デリィ＋バリー＝スペシャル                                        | 福嶋幸典 | 大久保唯男              | 大久保唯男       | 張裕植 張孝植             | 12月29日      |
| 41   | 闇×セイフティ＝壊滅                                               | 外池省二 | やまとなおみち          | やまとなおみち   | 飯飼一幸                  | 2004年 1月8日 |
| 42   | モーリィ＋カッチン＝大健闘                                        | 大橋志吉 | ながはまのりひこ        | ながはまのりひこ | 中島豊秋                  | 1月15日       |
| 43   | 邪念＋火炎＝D（ダーク）ヴァローゼ                                 | 富田祐弘 | 吉川博明                | 辻太輔           | 諏訪可奈恵 佐野隆雄       | 1月22日       |
| 44   | 迷走＋妄想＝大暴走                                                | 桶谷顕   | 大原実                  | 奥村吉昭         | 韓永勳 金大勲             | 1月29日       |
| 45   | ガン＋ヴァローゼ＝炎の復活                                        | 福嶋幸典 | 下司泰弘                | 雄谷将仁         | 武田和久 伊部由起子       | 2月5日        |
| 46   | バッドル!＋やっとる?＝大バトル!?                                  | 大橋志吉 | ヤマトナオミチ          | ヤマトナオミチ   | 飯飼一幸                  | 2月12日       |
| 47   | D（ドキドキ）モーリィ＋D（ドッキリ）モーリィ＝D（ダーク）モーリィ | 富田祐弘 | ながはまのりひこ        | ながはまのりひこ | 中島豊秋                  | 2月19日       |
| 48   | デリィ＋カッチン＝露天風呂                                        | 外池省二 | 吉川博明                | 吉川博明         | 佐野隆雄 諏訪可奈恵       | 2月26日       |
| 49   | 勇者＋登場＝マイティV（ブイ）                                     | 富田祐弘 | 鈴木幸雄                | 鈴木幸雄         | 金大勲                    | 3月4日        |
| 50   | トウマ÷ビートマ＝?（なーんだ?）                                   | 福嶋幸典 | 神志那弘志              | 雄谷将仁         | たけだかずひさ 伊部由起子 | 3月11日       |
| 51   | 巨人像＋闇の力＝世界の終わり                                      | 桶谷顕   | ヤマトナオミチ          | ヤマトナオミチ   | 飯飼一幸                  | 3月18日       |
| 52   | おまえ＋オレ＝さよなら（プラストオフ）                            | 富田祐弘 | 日巻裕二                | 島崎奈々子       | 佐野隆雄                  | 3月25日       |

## ゲーム
タカラよりゲームボーイアドバンス用のゲームソフトが3作発売された。

### 特徴
「ボトルキャップフィギュアを台座から取り外し、ゲーム専用の読み取り機器にセットすると、フィギュアのキャラクターと主人公がゲーム内でプラストオン（合体）する」というシステムが導入されている。このシステムは後の『レジェンズ』の「タリスポッド」などに類似している。
フィギュアには同一キャラクターのポーズ違いが多数存在し、それぞれゲーム中で使う際のパラメータが異なっている。しかし、フィギュアの第3弾は発売当初から入手が困難であった。また、テレビアニメのDVDの初回生産限定版の封入特典でしか手に入らないものや、抽選でしか手に入らないものもあり、フィギュアのコンプリートは困難を極める。内部データとして存在はするものの、フィギュアが未発売に終わったため使用できないキャラクターさえも存在する。

### ゲームタイトル
『冒険遊記プラスターワールド 〜伝説のプラストゲート〜』（ぼうけんゆうきプラスターワールド でんせつのプラストゲート）
2003年4月24日発売。ロールプレイングゲーム。
各種設定がテレビアニメと微妙に異なり、ストーリーは全く別の物となっている。デリィとバリーがテレビアニメに比べ少し若く、「テレビアニメより少し昔の話」という設定と思われる。炎の島、機械の島など、個性的な島国が海洋上に点在する世界観で、世界各国の姫様キャラクターが集う「姫様サミット」なる国際会議も催されるなど、後年のテレビアニメ「ふしぎ星の☆ふたご姫」と類似した点も見受けられるが、関連性は不明。
『冒険遊記プラスターワールド 〜プラストオンGP〜』（ぼうけんゆうきプラスターワールド プラストオンジーピー）
2003年4月24日発売。レースゲーム。
『冒険遊記プラスターワールド 〜伝説のプラストゲートEX〜』（ぼうけんゆうきプラスターワールド でんせつのプラストゲートエクス）
2003年12月4日発売。ロールプレイングゲーム。『伝説のプラストゲート』の改良兼追加版であり、完全新作ではない。
直接的なストーリーの繋がりはないものの、テレビアニメと絡めた展開も存在する。